# Барон Тони
Барон Тони (Тосни) (англ. Baron Tony (Tosny)) — дворянский титул в системе пэрства Англии, создававшийся единственный раз в 1299 году для Роберта де Тосни, феодального барона Фламстеда. Титул угас уже в 1309 году после смерти бездетного родоначальника.

## История
История титула связана с англонормандским родом Тосни. Один из его представителей, Рауль II де Тосни, который имел значительные владения в Нормандии, в 1066 году принимал участие в завоевании Англии, где получил в награду земли в ряде графств. При этом пожалования оказались достаточно скромными для такого значительного барона. Возможно, что он предпочитал Нормандию, хотя не исключено, что более обширные владения были отобраны из-за участия в каком-то восстании или из-за его поддержки Роберта Куртгёза в 1078—1079 годах, когда он на некоторое время был лишён своих владений. Первоначально Рауль, вероятно, получил большие владения, разбросанные по судебному округу Нектон в Норфолке, а также несколько поместий в Эссексе и Хартфордшире, в том числе и Фламстед, позже ставшее центром феодальной баронии Тосни. После конфискации владений у его племянника, Роджера де Бретёй, графа Херефорда, Тосни из них были переданы поместья в Беркшире, Глостершире, Вустершире и Херефордшире с замком Клиффорд.
Ордерик Виталий упоминает, что в 1119 году в Нормандии Тосни владели 4 замками: Конш, Тосни, Порт и Аквиньи. По состоянию на 1172 год они могли выставлять из своих владений 50 или 51 рыцарей. Но, несмотря на обширные владения, в XII веке происходит упадок семьи. А после конфискации Нормандии французским королём Филиппом II Августом Роджер IV де Тосни, поддерживавший английского короля Иоанна Безземельного, утратил континентальные владения. В итоге у него осталась только английская барония.
6 февраля 1299 году король Эдуард I вызвал Роберта де Тосни, феодального барона Фламстеда, в английский парламент в качестве барона Тони (Тосни). Однако Роберт умер в 1309 году, не оставив детей. Наследницей его владений стала его сестра Алиса де Тосни, вышедшая замуж за Ги де Бошана, графа Уорика, но титул барона Тосни угас.

## Феодальные бароны Фламстед
- 1075/1086 — 1102: Рауль (Ральф) II де Тосни (умер 24 марта 1102), сеньор де Тосни и де Конш-ан-Уш с 1040 года, феодальный барон Фламстед[1][2][3].
- 1102—1126: Рауль (Ральф) III де Тосни (умер около 1126), сеньор де Тосни и де Конш-ан-Уш, феодальный барон Фламстед с 1102 года, сын предыдущего[2][3].
- 1126—1158/1162: Роджер III де Тосни (умер в 1158/1162), сеньор де Тосни де Конш-ан-Уш, феодальный барон Фламстед с 1126 года, сын предыдущего[2][3].
- 1158/1162 — 1162: Рауль (Ральф) IV (умер в 1162), сеньор де Тосни де Конш-ан-Уш, феодальный барон Фламстед с 1158/1162 года, сын предыдущего[2][3].
- 1162—1209: Роджер IV де Тосни (умер в 1209), сеньор де Тосни де Конш-ан-Уш в 1162—1204 годах, феодальный барон Фламстед с 1162 года, сын предыдущего[2][3].
- 1209—1239: Рауль (Ральф) V де Тосни (умер в 1239), феодальный барон Фламстеда с 1209 года, сын предыдущего[2][3].
- 1239—1263/1264: Рауль (Ральф) VI де Тосни (29 сентября 1235 — 1263/1284), феодальный барон Фламстед с 1239 года, сын предыдущего[2][3].
- 1263/1295—1295: Рауль (Ральф) VII де Тосни (1255 — до 29 июля 1295), феодальный барон Фламстед с 1263/1264 года, сын предыдущего[2][3].

## Бароны Тони
- 1299—1309: Роберт де Тосни (4 апреля 1276 — до 28 ноября 1309), феодальный барон Фламстед с 1295 года, 1-й барон Тони (Тосни) с 1299 года, сын предыдущего[2][3].